# Léon Mathot
Léon Mathot es un director, actor y director artístico francés (Roubaix, 5 de marzo de 1886 - París, 6 de marzo de 1968)

## Trayectoria
Léon Mathot estudia arte dramático en el Conservatorio de Lille. 
Debuta en el cine en 1907 como figurante en La Course à la perruque, de André Heuzé. 
De 1908 hasta 1930 Léon Mathot continúa como actor destacando en películas como Monte-Cristo de Henri Pouctal, L'Empereur des pauvres de René Leprince y L'Auberge rouge de Jean Epstein
En 1927 se inicia en realización con Dans l'ombre du harem.
Léon Mathot es un realizador prolífico que toca todos los géneros. Al principio, con obras de entretenimiento como La Bande à Bouboule (1931), Embrassez-moi (1932), Nu comme un ver (1933). Tras La Mascotte (1935), adaptada de una opereta, Mathot se acerca al cine de espionaje, género poco habitual en la época, con Les Loups entre eux (1936) y L'Homme à abattre (1936).
Chéri-Bibi (1937) queda como una de sus mejores películas. La protagoniza Pierre Fresnay y es adaptada de la obra de Gaston Leroux. Para Le Révolté (1938), creación igualmente destacada, Mathot recurre al talento del guionista Henri-Georges Clouzot para convertir al cine la novela de Maurice Larrouy. En ella se revela el actor René Dary al cual Mathot dirige de nuevo en Forte tête. Le Bois sacré es una comedia inspirada en la pieza de Robert de Flers y Gaston Arman de Caillavet. 
Mathot confirma su maestría en el cine de espionaje en Rappel immédiat con Eric von Stroheim y Mireille Balin. 
Entre sus melodramas, de carácter a veces exótico, destacan Cartacalha, reine des gitans que  consagra a Viviane Romance, La dernière chevauchée (1946) y La danseuse de Marrakech (1949). Si Fromont jeune et Risler aîné es acogida por la crítica como una excelente adaptación de Alphonse Daudet. Después, Mathot realiza de nuevo películas de línea más comercial.
En 1952 dirige su última película, la comedia Mon gosse de père.
A partir de 1938, Léon Mathot se convierte en vicepresidente de la Filmoteca Francesa cuya presidencia asume desde 1959 à 1967.

## Hemerografía
- Film Français (Le), n° 1236, 15 de marzo de 1968

- Datos: Q958636
- Multimedia: Léon Mathot / Q958636